# Canthigaster
Canthigaster is een geslacht van straalvinnige vissen uit de familie van kogelvissen (Tetraodontidae). Het geslacht is voor het eerst wetenschappelijk beschreven in 1839 door William John Swainson.

## Soorten
De volgende soorten zijn bij het geslacht ingedeeld:
- Canthigaster amboinensis (Bleeker, 1865)
- Canthigaster axiologus Whitley, 1931
- Canthigaster bennetti (Bleeker, 1854)
- Canthigaster callisterna (Ogilby, 1889)
- Canthigaster capistrata (Lowe, 1839)
- Canthigaster compressa (Marion de Procé, 1822)
- Canthigaster coronata (Vaillant & Sauvage, 1875)
- Canthigaster cyanetron (Randall & Cea Egaña, 1989)
- Canthigaster cyanospilota Randall, Williams & Rocha, 2008
- Canthigaster epilampra (Jenkins, 1903)
- Canthigaster figueiredoi (Moura & Castro, 2002)
- Canthigaster flavoreticulata (Matsuura, 1986)
- Canthigaster inframacula (Allen & Randall, 1977)
- Canthigaster investigatoris (Annandale & Jenkins, 1910)
- Canthigaster jactator (Jenkins, 1901)
- Canthigaster jamestyleri (Moura & Castro, 2002)
- Canthigaster janthinoptera (Bleeker, 1855)
- Canthigaster leoparda (Lubbock & Allen, 1979)
- Canthigaster margaritata (Rüppell, 1829)
- Canthigaster marquesensis (Allen & Randall, 1977
- Canthigaster natalensis (Günther, 1870)
- Canthigaster ocellicincta (Allen & Randall, 1977)
- Canthigaster papua (Bleeker, 1848)
- Canthigaster punctata (Matsuura, 1992)
- Canthigaster punctatissima (Günther, 1870)
- Canthigaster pygmaea (Allen & Randall, 1977)
- Canthigaster rapaensis (Allen & Randall, 1977)
- Canthigaster rivulata (Temminck & Schlegel, 1850)
- Canthigaster rostrata (Bloch, 1786)
- Canthigaster sanctaehelenae (Günther, 1870)
- Canthigaster smithae (Allen & Randall, 1977)
- Canthigaster solandri (Richardson, 1845)
- Canthigaster supramacula (Moura & Castro, 2002)
- Canthigaster tyleri (Allen & Randall, 1977)
- Canthigaster valentini (Bleeker, 1853) – Valentinikogelvis